# Maschinengewehr 81
Az MG 81 a német Mauser cég által gyártott 7,92 mm-es repülőgép-fedélzeti géppuska. Az MG 34 géppuska repülőgép-fedélzeti használatra átalakított változata. Főleg bombázógépeken alkalmazták, de használták tengeralattjárókon, torpedónaszádokon és állványra telepítve is.

## Változatok
- MG 81 E - egycsöves alapváltozat
- MG 81 Z - (zwilling) ikercsöves változat